# Amplinus permundus
Amplinus permundus är en mångfotingart som beskrevs av Hoffman 1976. Amplinus permundus ingår i släktet Amplinus och familjen Aphelidesmidae. Inga underarter finns listade i Catalogue of Life.